# 蜘蛛岩蕨
蜘蛛岩蕨（学名：Woodsia andersonii），为岩蕨科岩蕨属下的一个植物种。